# Uramba brunnea
Uramba brunnea là một loài chân đều trong họ Porcellionidae. Loài này được Schmoelzer miêu tả khoa học năm 1974.